# Nemcia acuta
Nemcia acuta är en ärtväxtart som först beskrevs av George Bentham, och fick sitt nu gällande namn av Karel Domin. Nemcia acuta ingår i släktet Nemcia och familjen ärtväxter. Inga underarter finns listade i Catalogue of Life.